# Jim Russell
Pour les articles homonymes, voir Russell.
Jim Russell (né Herbert James Russell le 28 mai 1920 et mort le 30 mars 2019) est un ancien pilote automobile anglais, propriétaire de garage et fondateur de l'école de pilotage Jim Russell.

## Jeunesse et garage
Jim Russell est né dans le magasin de Fish and chips de ses parents et a vécu une bonne partie de sa vie à Downham Market, dans le Norfolk.  Son premier travail a été de vendre des crèmes glacées. Après avoir servi dans la RAF pendant la Seconde Guerre mondiale, il est devenu propriétaire d'un garage.
En 1960, le garage, la station service et l'école de pilotage employait plus de 100 personnes. Le garage a été fermé et détruit en novembre 2007 et, sur son emplacement, ont été construits des nouveaux logements. Fin 2013, les premières maisons ont été vendues en exclusivité au sein d'un quartier clos et sécurisé appelé Russell Gardens,.

## Carrière de pilote

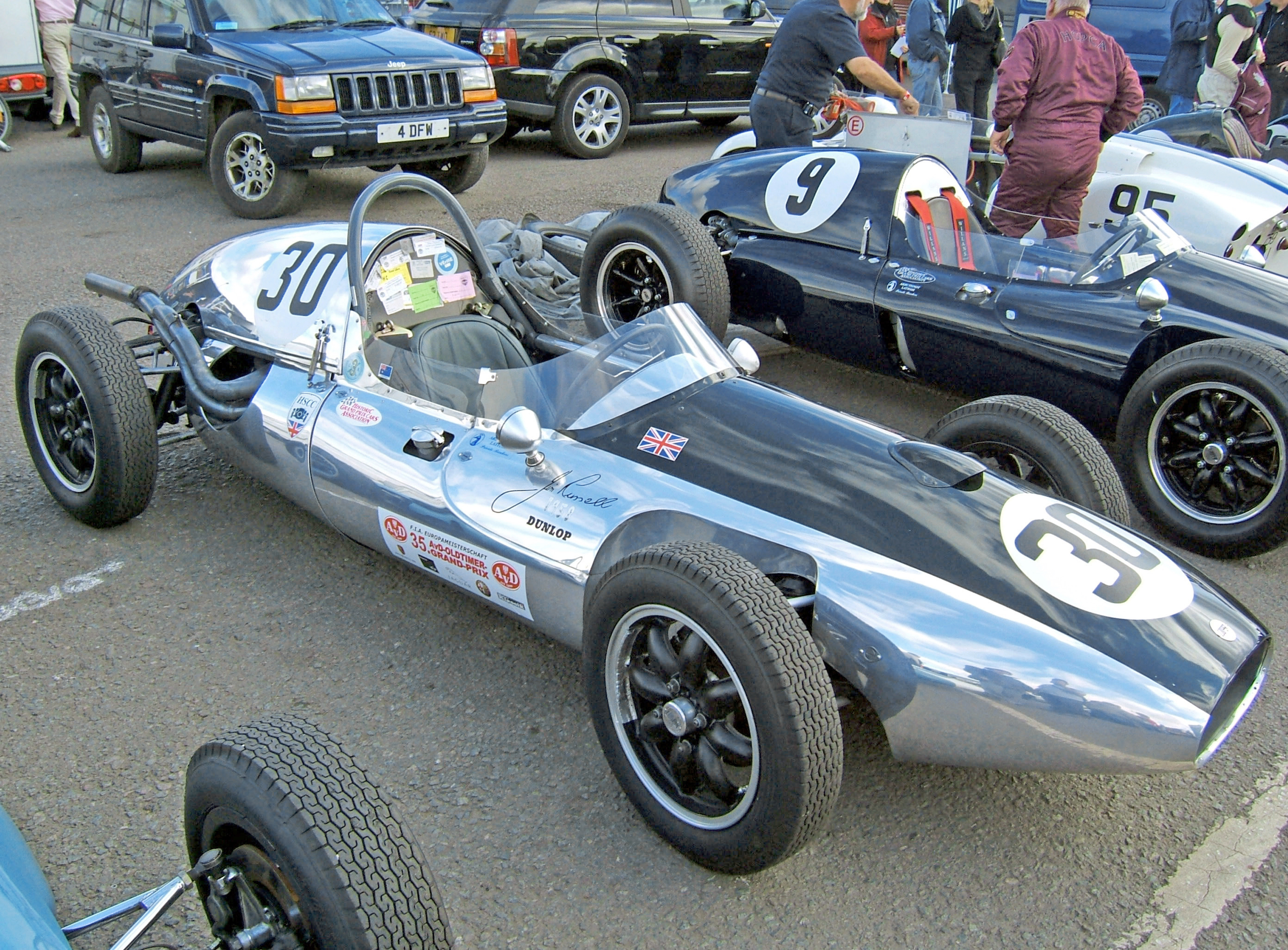
Une Cooper T45 ex-Jim Russell à Donington en 2007

Jim Russell a commencé sa carrière de pilote à seulement 32 ans, quand un ami l'invita à une course sur le circuit de Snetterton. Il a donc commencé en pilotant une Cooper avec un moteur J.A.P. de 500 cm3. Russell a ensuite rapidement équipé sa monoplace d'un moteur de Norton Manx, sur les conseils du préparateur de moto Steve Lancefield. Par la suite, Jim Russell a évolué en Formule 3 et en Formule 2. 
Entre 1953 et 1959, il gagna 64 courses de Formule 3, 11 courses de Formule 2 et 6 courses de Sport-prototype. Il gagna le Championnat de Grande-Bretagne de Formule 3 trois fois consécutivement, de 1955 à 1957, au sein de l'équipe du pilote reconnu Les Leston et du nouveau venu John Surtees. La carrière de pilote de Jim Russell prit fin après qu'il eut été gravement blessé lors d'un accident durant les 24 Heures du Mans 1959. C'est d'ailleurs à cette occasion qu'il rencontra sa future femme, Jennifer, qui était infirmière à l'hôpital de Norwich. Il a cependant continué à diriger un haras chez lui, à Bardwell Manor dans le Suffolk.

## École de pilotage

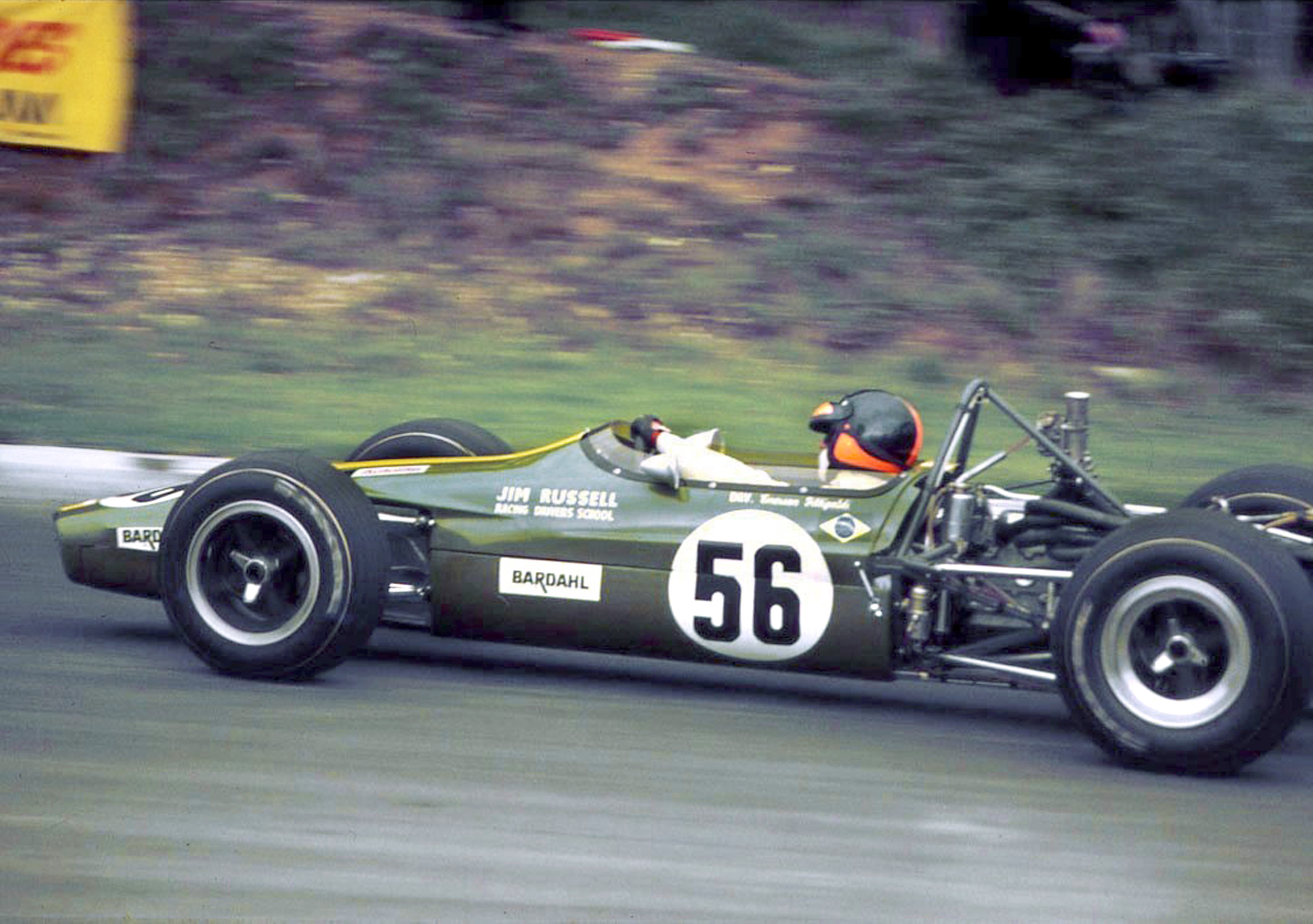
Emerson Fittipaldi au volant d'une Lotus 59 de l'école de pilotage de Jim Russell, lors du Guards Trophy à Brands Hatch en 1969.

En 1956, Jim Russell crée la première école de course automobile à Snetterton. Il a rencontré beaucoup de succès avec son école de pilotage qui a joué un rôle déterminant dans l'éclosion de nombreux jeunes pilotes, dont Jean-Pierre Jaussaud, Emerson Fittipaldi, Derek Bell, Danny Sullivan, Tiff Needell et Jacques Villeneuve. En 1966, Russell était responsable des voitures et d'une grande partie des scènes d'action lors du tournage du film Grand Prix de John Frankenheimer, avec notamment l'acteur James Garner, à qui il apprit à gérer une voiture de course pour son rôle principal.
Aujourd'hui, le nom de Jim Russell continue d'exister dans le milieu du sport automobile grâce aux écoles de pilotage franchisées perpétuant son nom.

## Équipe de course
Avec le succès de son école de pilotage, Jim Russell a lancé bon nombre de pilotes prometteurs en Formule 3 avec des voitures sponsorisées par son école. Cela inclut Emerson Fittipaldi qui, au volant d'une Lotus 59, a remporté neuf courses du Championnat de Grande-Bretagne de Formule 3 (appelé Lombank F3 en 1968, 1969 et 1970), devenant ainsi le champion 1969.